# Bleggio Superiore
Bleggio Superiore település Olaszországban, Trento megyében. Lakosainak száma 1517 fő (2023. január 1.). Bleggio Superiore Borgo Lares, Comano Terme, Fiavé, Ledro és Tione di Trento községekkel határos.

## Népesség
A település népességének változása:
| Lakosok száma | 1560 | 1573 | 1517 |
|               | 2017 | 2018 | 2023 |